# Faramana (département)
Pour le village chef-lieu, voir Faramana (Burkina Faso).
Faramana  est un département et une commune rurale de la province du Houet, situé dans la région des Hauts-Bassins au Burkina Faso.
En 2006, le dernier recensement comptabilisait 16 639 habitants.

## Villages
Le département et la commune rurale de Faramana se compose de huit villages, dont le village chef-lieu homonyme (données de population du recensement général de 2006) :
- Bambé (1 799 habitants)
- Biéna (530 habitants)
- Faramana (7 413 habitants), chef-lieu
- Koakourima (1 104 habitants)
- Koby (1 001 habitants)
- Kouni (274 habitants)
- Siankoro (3 927 habitants)
- Ty (591 habitants)